# Ghislarengo
Ghislarengo – miejscowość i gmina we Włoszech, w regionie Piemont, w prowincji Vercelli.
Według danych na rok 2004 gminę zamieszkiwały 833 osoby, 69,4 os./km².